# Södra Vixen
Södra Vixen este o arie protejată (arie specială de conservare — SAC, sit de importanță comunitară — SCI) din Suedia întinsă pe o suprafață de 509,3 ha, integral pe uscat.

## Localizare
Centrul sitului Södra Vixen este situat la coordonatele 57°36′55″N 14°53′12″E / 57.6153°N 14.8868°E.

## Înființare
Situl Södra Vixen a fost declarat sit de importanță comunitară în decembrie 1998 pentru a proteja 1 specie de plante. Situl a fost protejat și ca arie specială de conservare în martie 2011.

## Biodiversitate
Situată în ecoregiunea boreală, aria protejată conține 1 habitat natural: Ape oligotrofe din câmpii nisipoase, cu un conținut foarte redus de minerale (Littorelletalia uniflorae).
La baza desemnării sitului se află o specie protejată de  plante: Najas flexilis.